# پردراگ دانیلوویچ
پردراگ دانیلوویچ (سیریلیک صربی: Предраг "Саша" Даниловић؛ زادهٔ ۲۶ فوریهٔ ۱۹۷۰) سیاست‌مدار اهل یوگسلاوی است.
از باشگاه‌هایی که در آن بازی کرده‌است می‌توان به دالاس ماوریکس، باشگاه بسکتبال پارتیزان، و میامی هیت اشاره کرد.